# Praeviogomphus proprius
Praeviogomphus proprius är en trollsländeart som beskrevs av Belle 1995. Praeviogomphus proprius ingår i släktet Praeviogomphus och familjen flodtrollsländor. Inga underarter finns listade i Catalogue of Life.